# NGC 4485 y NGC 4490
NGC 4485 y NGC 4490 son dos galaxias en interacción (lo que explica su inclusión en el Atlas de galaxias peculiares de Halton Arp) situadas en la constelación de Canes Venatici y a una distancia de entre 40 y 50 millones de años luz de la Vía Láctea
NGC 4485 es la menor de las dos y es conocida a veces cómo la Galaxia del Capullo (de todas maneras, ese nombre también ha sido aplicado a NGC 4490). Es considerada una galaxia irregular, pero a diferencia de ellas parece carecer de medio interestelar -hidrógeno neutro, hidrógeno molecular, y polvo interestelar-, excepto fuera de la parte visible. Se ha detectado una onda de choque mediante estudios realizados en la longitud de onda del hidrógeno atómico delante de esos componentes, lo que apunta a que le han sido arrancados debido al rozamiento con el gas que envuelve a la NGC 4490 y que emergerá de él con muy poca capacidad para formar nuevas estrellas
NGC 4490 es la mayor y se trata de una galaxia espiral barrada de tipo tardío vista casi de canto, sin núcleo o bulbo central, y con una forma distorsionada debido a la interacción gravitatoria con su vecina. Ciertos estudios han mostrado que es una galaxia joven (2000 millones de años de edad) que ha estado formando estrellas a gran ritmo de manera continuada desde su nacimiento. A diferencia de su compañera, sin embargo, las interacciones gravitatorias no han afectado demasiado a su formación estelar
Entre las dos galaxias existe una cola de estrellas que las une y una vasta envoltura común de hidrógeno neutro que las envuelve, lo que muestra el carácter de galaxias en interacción del par. Se piensa que ambas alcanzaron su separación mínima hace 400 millones de años